# Клермонський собор (535)
Клермонський собор — церковний собор, що відбувся 8 листопада 535 року в місті Арверн (сучасний Клермон-Ферран) у Франкському королівстві. Собор, у якому взяли участь п'ятнадцять єпископів, видав 16 ухвал, які стосувалися правил вибору та призначення єпископів, одруження з юдеями та іншого.

## Учасники собору

Дієцезії, єпископи яких взяли участь Клермонському соборі 535 року, позначені жовтим та зеленим кольорами

У Клермонському соборі 535 року взяли участь 15 єпископів:
- Далматій Родезький[en];
- Дейтер Лодевський;
- Дезидерат Верденський[en];
- Доміціан Тонґеренський[en];
- Флавій Реймський;
- Гал I[en], єпископ Клермонський;
- Грамас, єпископ Лозанни, Женеви та Фрібура;
- Григорій Лангрський[en];
- Гесперій Мецький[fr];
- Гонорат Бурзький;
- Ільєр Мандський[fr];
- Луп Шалонський;
- Ніцетій, єпископ Трірський;
- Руріс Лімозький;
- Венанцій Вів'єнський[en].

## Ухвали собору
Друга ухвала Клермонського собору постановила, що єпископ не може обиратися внаслідок інтриг, а тільки за особисті заслуги та діяння. Ухвала постановила, що єпископ вільно обирається духовенством і народом та затверджується архієпископом.
13 ухвала Клермонського собору постановила, що одружений священнослужитель не може наймати собі робітницю, яка виконувала б роботу в домі, щоб ті виконали дану ними обітницю цнотливості. Встановлений канон накладає на священників обов'язок вічної стриманости.
Також Клермонський собор рішуче виступив проти шлюбів християн та юдеїв та шлюбів між родичами.